# 訃報 1985年1月
訃報 1985年1月（ふほう 1985ねん1がつ）では、1985年（昭和60年）1月中に物故した、又は物故が報じられた人物についてまとめる。

## （1日 - 15日）

左藤義詮／1月9日没

- 1月2日 - フラッシュ・エロルデ[1]、プロボクサー（* 1935年）
- 1月4日 - 白浜仁吉、政治家、第39代郵政大臣（* 1908年）
- 1月4日 - 金鶴泳、小説家（* 1938年）
- 1月4日 - 久保寺雄二[2]、プロ野球選手（* 1958年）
- 1月5日 - ロバート・サーティース、撮影監督（* 1906年）
- 1月5日 - 久世竜、俳優・殺陣師（* 1908年）
- 1月9日 - 藤井日達、僧侶・平和運動家（* 1885年）
- 1月9日 - 左藤義詮、政治家、第4・5・6代大阪府知事、第9代防衛庁長官（* 1899年）
- 1月15日 - 矢野口文雄、録音技師（* 1917年）

## （16日 - 31日）

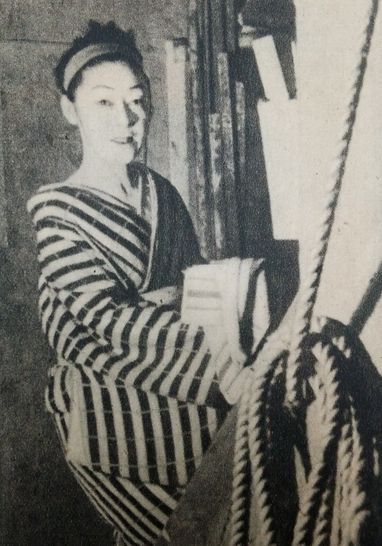
鈴木澄子／1月18日没

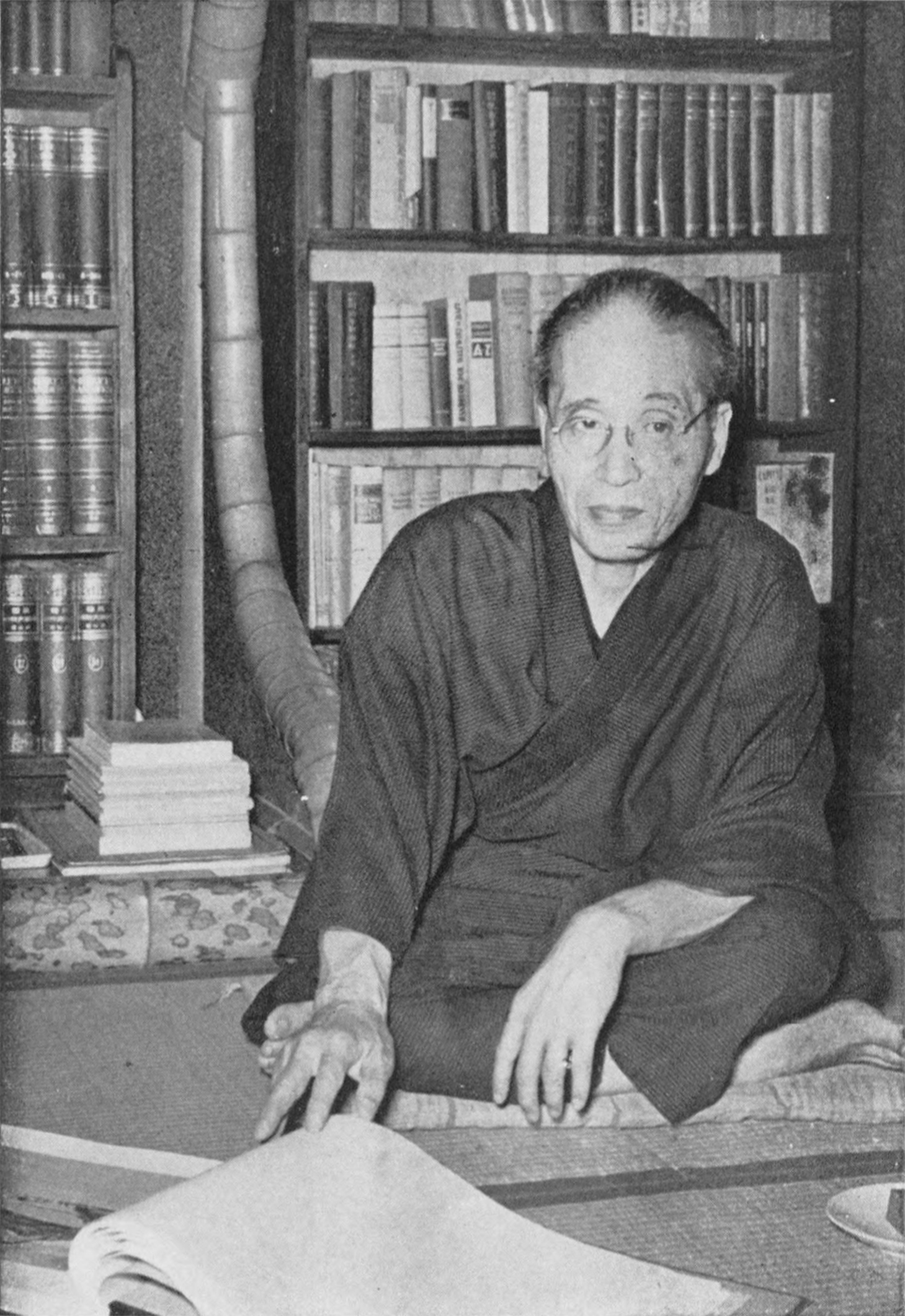
向坂逸郎／1月22日没

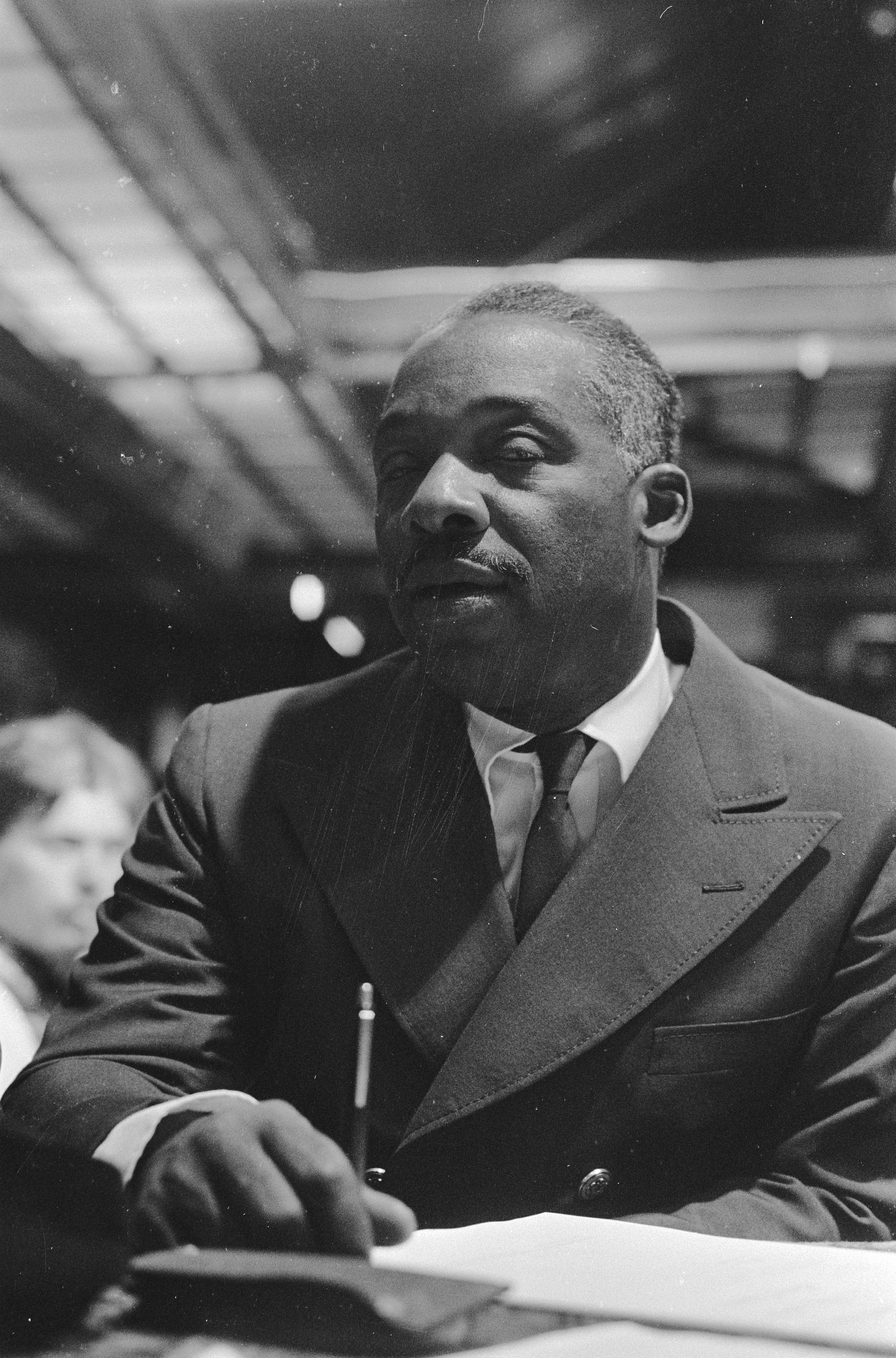
ケニー・クラーク／1月26日没

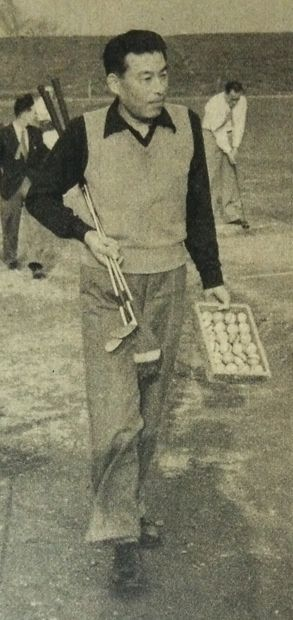
石川達三／1月31日没

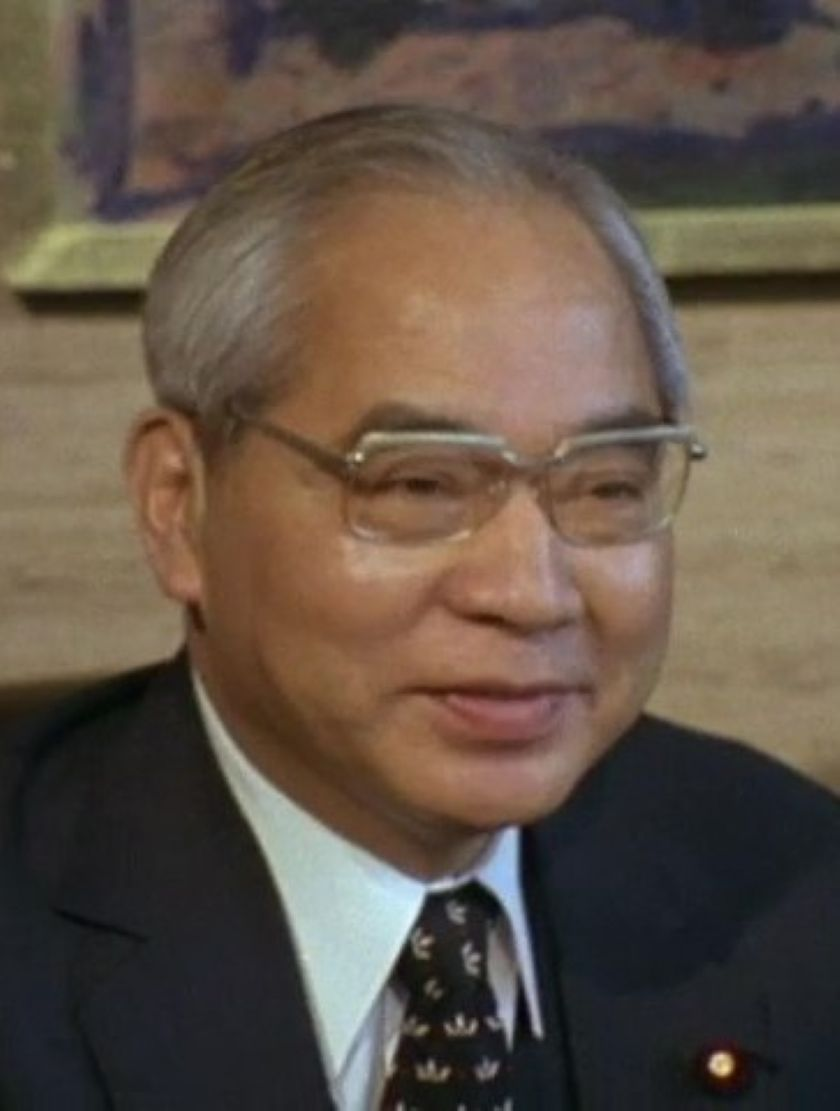
田中六助／1月31日没

- 1月18日 - 鈴木澄子、女優（* 1904年）
- 1月22日 - 向坂逸郎、経済学者、元社会主義協会代表（* 1897年）
- 1月25日 - ポール・J・スミス、作曲家（* 1906年）
- 1月26日 - ケニー・クラーク、ジャズ・ドラマー（* 1914年）
- 1月27日 - 竹中正久、四代目山口組組長(* 1933年)
- 1月29日 - 野村武史、プロ野球選手（* 1919年）
- 1月31日 - 石川達三、小説家（* 1905年）
- 1月31日 - 田中六助、政治家、元自由民主党幹事長（* 1923年）